# Mannophryne herminae
Mannophryne herminae (Boettger, 1893) è un anfibio anuro, appartenente alla famiglia degli Aromobatidi.

## Distribuzione e habitat
È endemica della Cordigliera della Costa in Venezuela. Si trova tra i 30 e i 1 610 metri di altitudine nella fascia costiera centro settentrionale.

## Tassonomia
Sembra essere un complesso di più specie.